# Trabalhador autônomo
Trabalhador autônomo é "aquele que exerce, habitualmente e por conta própria, atividade profissional remunerada, explorando, assim, em proveito próprio, sua força de trabalho".
Não há, portanto, relação de emprego, uma vez que para sua caracterização devem ser cumulados cinco elementos fáticos-jurídicos: prestação de trabalho por pessoa física a outrem, com pessoalidade, não eventualidade, onerosidade e não subordinação (art. 2º, caput c/c 3º, caput da CLT).
Dentro dessa perspectiva, o trabalhador autônomo distingue-se do empregado principalmente pela ausência do elemento subordinação em relação ao tomador de serviços. Isto porque, desenvolve sua atividade com organização própria, iniciativa e discricionariedade, podendo inclusive escolher o lugar, o modo, o tempo e a forma de execução de seu trabalho.
Além da subordinação, pode ocorrer a falta de outros elementos em seu vínculo, como a pessoalidade e a ausência de contratação como pessoa física, fazendo com que o autônomo não integre uma relação empregatícia. Entretanto, cabe ressaltar que o trabalhador autônomo, assim como o empregado, pode sindicalizar-se, conforme disposto no artigo 511 da CLT.
Durante muito tempo o aumento do trabalho por conta própria estava relacionado à crise econômica e redução dos empregos formais decorrente dela. Isto porque, havia uma ideia de predomínio das relações de trabalho formais sobre as demais formas de inserção ocupacional, e com isso, o trabalho autônomo acabava sendo associado a uma falta de oportunidades no setor formal do mercado de trabalho nacional.
Entretanto, é evidente que vem ocorrendo uma desestruturação do modelo clássico de trabalho e a consolidação de especificidades próprias focadas em outros centros econômicos. Sobre essa alteração de cenário, Amauri Mascaro Nascimento destaca que: “o autônomo hoje não é mais apenas o autônomo clássico, o profissional liberal, o médico, o advogado, o engenheiro, o arquiteto, o dentista, a podóloga e tantos que exercem atividade econômica por conta própria, porque os sistemas de produção de bens, de serviços, de produção de informações e o avanço da tecnologia criaram novas realidades, com reflexos amplos, inclusive sobre as formas pelas quais o trabalho é prestado.” 
Segundo pesquisa realizada pela Organização para Cooperação e Desenvolvimento Econômico (OCDE), em 2016 (dados mais recentes), o Brasil é o 3º país do mundo com maior número de trabalhadores autônomos (32,9%) e é marcado por duas formas de trabalho autônomo: o trabalho exclusivo, seguindo noções do empreendedorismo, e trabalho como complementação de renda.
Assim, dado o crescimento dessa categoria, não só no Brasil, mas em vários países do mundo, torna-se necessária a compreensão da dinâmica dessa atividade pela participação do autônomo no mercado de trabalho como agente da economia, bem como para evitar uma grande precarização do setor, vez que o trabalho autônomo não é estruturado sobre as formas tradicionais de contratos de trabalhos.

## Trabalho autônomo e os elementos fático-jurídicos da relação de emprego

### Subordinação
O ponto de maior relevância nesse tema é a subordinação, sendo essa essencial para a configuração da relação de emprego e elemento descaracterizador do trabalho autônomo. Representada pela expressão “dependência” no artigo 3º da CLT, a subordinação pressupõe uma estrutura que dirige e gerencia os meios pelos quais se exercerá o trabalho, onde o trabalhador não tem controle total sobre a atividade. Ressalte-se que ela não corresponde à dependência ou sujeição individual, pois o direito do trabalho rompe com a sujeição pessoal (própria das superadas servidões). O poder de disciplinar a atividade laborativa recai sobre a atividade e não sobre o sujeito. Nesse sentido, o empregado, enquanto prestador, se abstém de orientar e direcionar a própria atividade, transferindo os poderes de direcionamento, controle e disciplina para o empregador.
A subordinação não significa necessariamente receber ordens diretamente, no modelo da subordinação clássica pois, atualmente, com a reestruturação da produção por células, muitas vezes a figura imperativa no chefe não existe mais, mas uma dinâmica estrutural (subordinação estrutural) na qual há o acatamento pelo empregado. A subordinação estrutural avalia a questão da subordinação não pela inserção da atividade num espaço ou por questões subjetivas, mas pelos métodos fluidos que de algum modo controlam a atividade. Assim, a subordinação estrutural vincula o trabalhador à dinâmica operativa da atividade do tomador de serviços. Por sua vez, a subordinação objetiva está presente quando há uma “harmonização entre a atividade do trabalhador e os fins do empreendimento a que se vincula”.
Assim, a subordinação vem como elemento central da relação jurídica de trabalho. É nela que reside a fronteira entre trabalho subordinado protegido e o trabalho desprotegido pela CLT. No trabalho autônomo de prestação de serviços, o autônomo orienta a própria atividade sem o estado de subordinação jurídica. Ele orienta o local, termo, modo de prestação, etc, mas assume os riscos do trabalho. No trabalho subordinado há determinação pelo tomador de serviço, que é quem assume os riscos do resultado daquele trabalho e orienta a atividade. Contudo, o suporte do risco não pode ser única referência para distinção entre trabalho autônomo e relação de emprego, visto que é somente um efeito do contrato e, inclusive, passível de pactuação no sentido de o tomador de serviço suportar o risco no lugar do trabalhador autônomo.
A atual flexibilização nas relações de trabalho fez surgir uma categoria de trabalho fluida, que não se enquadra perfeitamente no trabalho subordinado, tampouco no trabalho totalmente autônomo. Assim, a doutrina italiana elaborou o conceito de parassubordinação, introduzida no ordenamento pela Lei Biaggi (Lei nº 30/2003). A Espanha também adota esse conceito jurídico na Lei nº 20/2007 e Real Decreto 197/2009. A parassubordinação permite  extensão de alguns direitos inerentes à relação de emprego, como o seguro obrigatório contra acidentes de trabalho e doença profissional, direito de greve, etc.
Segundo Amauri Mascaro Nascimento, a parassubordinação: “se concretiza nas relações de natureza contínua, nas quais os trabalhadores desenvolvem atividades que se enquadram nas necessidades organizacionais dos tomadores de seus serviços, contribuindo para atingir o objeto social do empreendimento, quando o trabalho pessoal deles seja colocado, de maneira predominante, à disposição do contratante, de forma contínua”.  
No Brasil, ainda há pouca discussão acerca desse conceito que, até então, não é aceito no ordenamento pátrio. Ressalte-se, porém, que o fato de a ordem jurídica brasileira não reconhecer a situação da parassubordinação, não implica sua inexistência fática, inclusive sendo o caso de muitos brasileiros. O caso paradigmático é o dos representantes comerciais que, ainda que determinem alguns aspectos de seu trabalho, devem respeito a algumas normas impostas pelo tomador do trabalho, como a forma de apresentação do produto. Nesse casos, há autonomia, mas definitivamente limitada. Dito isso, a legislação trabalhista apresenta poucas garantias ao trabalhador autônomo, sem perspectiva de mudança desse cenário, diante da onda atual de redução dos direitos trabalhistas.

### Pessoa Física e Pessoalidade
Em uma relação de emprego, a prestação de serviços deve ser realizada por uma pessoa física, na medida em que o Direito do Trabalho visa tutelar seus bens jurídicos e éticos, como a saúde, a vida e o lazer do trabalhador. Assim, a pactuação/prestação de serviço por pessoa jurídica, afasta a relação jurídica mencionada.
Outro elemento caracterizador de uma relação de emprego é a pessoalidade. Nesse aspecto, a prestação do serviço pela pessoa física deve ter caráter de infungibilidade, de forma que trabalhador não pode ser intermitentemente substituído por outro ao longo da concretização do serviço. A relação jurídica deve ser, pois, intuitu personae, sendo personalíssima a obrigação de prestar o serviço.
No caso do trabalhador autônomo, porém, pode haver fungibilidade da pessoa física na prestação de serviço, de modo que podem ser contratadas inclusive pessoas jurídicas para a realização dos serviços. Desta forma, há a possibilidade aqui de serem substituídos ou modificados os profissionais que efetivamente realizam o serviço pactuado. A exemplo dessa situação, temos os serviços de consultoria.
Nestes casos, a relação jurídica se afasta da relação de emprego, regida pela CLT (Consolidação das Leis Trabalhistas), para ser regulada no âmbito civil (art. 593 a 609 do CC/2002), recebendo o nome de contrato de prestação de serviços.
Há, contudo, possibilidade do trabalho autônomo ser pactuado com cláusula de pessoalidade. Nestes casos, afirma Godinho, que não há prejuízo à ausência de subordinação. É o que tende a ocorrer com a prestação de serviços contratada a profissionais de nível mais sofisticado de conhecimento ou habilidade, como médicos, advogados, artistas, etc.
Além disso, pode haver contratação de infungibilidade da pessoa jurídica, como empresas ou escritórios. Mas isso, como bem aponta Godinho, não se confunde com a infungibilidade da pessoa física, própria da relação de emprego.

### Não-eventualidade e onerosidade
Considera-se não habitual ou eventual o trabalho exercido esporadicamente, ou seja, sem o caráter de permanência. De acordo com a legislação brasileira, o trabalho eventual, em regra, não configura relação de emprego.  
Há grande controvérsia jurisprudencial e doutrinária acerca da  configuração da habitualidade, ou seja, a quantidade de vezes e intervalo de tempo em que o indivíduo deve realizar o serviço para que este ultrapasse o liame da eventualidade e, por conseguinte, caracterize vínculo empregatício.
Para solucionar a questão, foram traçadas diversas teorias, prevalecendo a teoria da descontinuidade, teoria do evento, teoria  dos  fins  do  empreendimento  e  teoria  da  fixação  jurídica.
De acordo com a teoria da descontinuidade, o trabalho eventual tem caráter fragmentado, verificando-se sua ocorrência de modo disperso no tempo, com rupturas e espaçamentos temporais significativos. A legislação brasileira rejeita essa teoria e, como consequência prática, um trabalhador que preste serviços ao tomador, por diversos meses seguidos, mas apenas em domingos ou finais de semana, não figura como trabalhador eventual.
A teoria do evento considera como eventual o trabalhador admitido na empresa em virtude de um determinado e específico fato, acontecimento ou evento, ensejador de certa obra ou serviço. Seu trabalho para o tomador terá a duração do evento esporádico ocorrido.
A teoria dos fins do empreendimento (ou fins da empresa) é talvez a formulação teórica mais prestigiada entre as quatro aqui enfocadas. Informa tal teorização que eventual será o trabalhador chamado a realizar tarefa não inserida nos fins normais da empresa — tarefas que, por essa mesma razão, serão esporádicas e de estreita duração.
Por fim, a teoria  da  fixação  jurídica ao  tomador  dos  serviços informa que é eventual o trabalho exercido por trabalhador que não se fixa a uma fonte de trabalho. Ou seja, o trabalhador presta serviços de modo simultâneo e indistinto a diversos tomadores.
Importa ressaltar que não há consenso no Brasil acerca de qual teoria melhor descreve o trabalho habitual, de maneira que a sua conceituação depende do aplicador da lei na análise do caso concreto.
No que se refere ao trabalhador autônomo, a partir da Reforma Trabalhista, não há exigência de eventualidade para a sua configuração. Nesse sentido, a caracterização dessa modalidade de prestação de serviços enfoca a existência da pessoalidade e subordinação, conforme descrito nos tópicos acima, sendo dispensável a não-habitualidade. Segundo Godinho 
“os diversificados vínculos de trabalho autônomo existentes afastam-se da figura técnico jurídica da relação de emprego essencialmente pela ausência do elemento fático-jurídico da subordinação. Contudo, podem se afastar mais ainda do tipo legal celetista, em decorrência da falta de um segundo elemento fático jurídico, a pessoalidade. Noutras palavras, o trabalhador autônomo distingue-se do empregado, quer em face da ausência da subordinação ao tomador dos serviços no contexto da prestação do trabalho, quer em face também, em acréscimo, poder faltar em seu vínculo com o tomador o elemento da pessoalidade”.
A onerosidade, por sua vez, se refere à contraprestação economicamente apreciável paga pelo tomador de serviços ao prestador pelo trabalho exercido, que não necessariamente corresponde a dinheiro. Trata-se outro elemento fático-jurídico caracterizador de uma relação de emprego, mas que, por sua vez, encontra-se presente nos contratos em que os trabalhadores autônomos são parte.

## Modalidades de Trabalho Autônomo
No direito brasileiro, o trabalho autônomo rege-se, em parte, pela CLT, em especial em relação ao direito de sindicalização e à previdência social. A legislação trabalhista, no entanto, não tipifica as diversas modalidades de contratos de trabalho autônomo, que se mantêm no âmbito civil, com destaque para o contrato de prestação de serviços (arts. 593 a 609 CC) e de empreitada (arts. 610 a 626).
Para Gustavo Felipe Barbosa Garcia, trabalho autônomo pode dividir-se em trabalho autônomo propriamente dito (por exemplo, médicos, dentistas e advogados em seus consultórios/escritórios), empreitada (contrato civil, que consiste na realização de uma determinada obra, por meio de ação de outrem remunerado para tanto), relações de trabalho autônomo decorrentes de outros contratos de atividade (trabalhos prestados pela pessoa natural, definidos no Código Civil entre os arts. 710 a 756), bem como cita os contratos de representação comercial autônoma, que é matéria divergente tanto entre da doutrina quanto na jurisprudência.
Alice Monteiro Barros, em sua obra Curso do Direito do Trabalho, conceitua rapidamente o trabalho autônomo, mas faz uma importante ressalva, que define como “Trabalhadores que se situam na chamada “Zona Grise”.” Que trata da questão em que se enquadra a representação comercial autônoma, bem como demais trabalhos que se encontram em zonas intermediárias de critério de classificação, como os trabalhadores a domicílio ou intelectuais , cuja subordinação técnica é ausente ou muito reduzida, bem como cita cabeleireiros, motoristas de táxi, motoqueiros entregadores, corretores, entre outros. Nestes casos, dadas as peculiaridades de cada caso, como flexibilidade no horário de trabalho, a impessoalidade e/ou assunção de risco pelo trabalhador, a solução será dada de acordo com as provas apresentadas em cada caso concreto.
Ademais, com enfoque na obra de Amauri Mascaro Nascimento, algumas das principais modalidades de trabalho autônomo podem ser divididas em:

### O advogado
Denomina-se Advogado “o profissional legalmente habilitado a orientar, aconselhar e representar seus clientes, bem como a defender-lhes os direitos e interesses em juízo ou fora dele”.
Na maioria dos países, para que o advogado exerça suas funções, é exigida que se obtenha autorização estatal ou que o profissional esteja inscrito nos quadros da Ordem de Advogados do país onde irá atuar. No Brasil, a profissão é regulada pelo Estatuto da Advocacia (Lei Federal n.º 8.906/94).
Os advogados podem exercer suas atividades de forma autônoma ou reunindo-se em sociedade de advogados. Os advogados autônomos estabelecem relação jurídica direta com seus clientes, que se formaliza por meio de contrato de honorários. Essa relação constituída é considerada atividade de prestação de serviços autônomos que é sujeita a regulação do Código Civil Brasileiro e do Estatuto da OAB.
Os advogados podem optar por se associar a outros para exercer suas atividades, formando uma sociedade de advogados. Essa sociedade, constituída na forma de associação civil, se preencher todos dos requisitos dispostos no Estatuto da Ordem dos Advogados do Brasil, adquirirá personalidade jurídica própria, devendo ser registrada na seccional da OAB corresponde ao local onde estiver situada sua sede, nos termos do art.15 do estatuto da OAB.
Existe ainda a figura do advogado associado, que é o profissional que associa-se a uma sociedade de advogados preexistente para exercer suas funções, recebendo participação nos lucros da associação. Importante salientar que não se reconhece a existência de vínculo empregatício entre o advogado associado e o escritório de advocacia, eis que ausente o elemento da subordinação jurídica. Sobre o tema, a jurisprudência majoritária brasileira tem entendido que, em virtude do grau de qualificação e dos conhecimentos necessários para o exercício da profissão de advogado, estes atuam com autonomia no desempenho de suas funções, o que afasta o elemento subordinação.

### O representante comercial autônomo
Representante comercial é a pessoa física ou jurídica que realiza a mediação para realização de negócios mercantis, ou seja, tem a função de facilitar os negócios envolvendo a venda de produtos ou mercadorias das empresas por eles representadas aos consumidores finais. No Brasil, tal atividade é disciplinada pela Lei Ordinária 4.886/65 com alterações da Lei 8.420/92.
Os setores que mais utilizam a representação comercial são a indústria farmacêutica, cosmética, de beleza, alimentícia, produtos veterinários e as empresas que comercializam produtos não duráveis em geral.
Primeiramente, convém destacar que há grande diferença entre a atividade de representação comercial e a atividade de vendedor empregado. Vendedor pode ser caracterizado como pessoa física que presta serviços de natureza não eventual a empregador, sob a dependência deste e mediante salário (art. 3º da Consolidação das Leis de Trabalho).
A atividade de vendedor, é marcada pela fiscalização e direção dos trabalhos realizados pelo empregado por parte do empregador, o que caracteriza de forma clara a presença do elemento subordinação, requisito necessário para a caracterização do vínculo empregatício. Já o representante comercial deve possuir autonomia e liberdade, não podendo sofrer ingerência por parte da empresa representada em suas atividades realizadas, sejam essas atividades meio ou atividades fim, motivo pelo qual não se observa a subordinação jurídica em tal relação.

### O transportador rodoviário de cargas autônomo
O transportador rodoviário de cargas autônomo trata da pessoa física que realiza o deslocamento de coisa ou pessoa através de um contrato de transporte, dependendo exclusivamente de sua liberdade para exercer esta atividade. Em caso de trabalho continuado para outrem, sob poder e direção deste, mediante remuneração, pode ser configurada relação de emprego. O exercício da profissão de motorista está regulamentado na Lei nº 12.619 de 2012.
A Lei nº 11.442 de 2007 dispõe sobre o transporte rodoviário de cargas realizado em vias públicas, no território nacional, por conta de terceiros e mediante remuneração, os mecanismos de sua operação e a responsabilidade do transportador. Além disso, seu art. 2º determina que:
Art. 2º A atividade econômica de que trata o art. 1o desta Lei é de natureza comercial, exercida por pessoa física ou jurídica em regime de livre concorrência, e depende de prévia inscrição do interessado em sua exploração no Registro Nacional de Transportadores Rodoviários de Cargas - RNTR-C da Agência Nacional de Transportes Terrestres - ANTT, nas seguintes categorias:
I - Transportador Autônomo de Cargas - TAC, pessoa física que tenha no transporte rodoviário de cargas a sua atividade profissional;
II - Empresa de Transporte Rodoviário de Cargas - ETC, pessoa jurídica constituída por qualquer forma prevista em lei que tenha no transporte rodoviário de cargas a sua atividade principal.
Godinho entende que a forma da prestação de serviço será definida através do contrato de trabalho, que pode ser firmado entre o transportador independente, ou seja, aquele prestador de serviços de transporte de cargas em caráter eventual e sem exclusividade, mediante frete ajustado a cada viagem, ou pode tratar de transportador agregado, que é aquele que coloca veículo de sua propriedade ou de sua posse, a ser dirigido por ele próprio ou por preposto seu, a serviço do contratante, com exclusividade, mediante remuneração certa. Por fim é importante ressaltar que as relações de que tratam a lei mencionada apresentam caráter comercial, não caracterizando vínculo empregatício.

### O agente e o distribuidor
O agente é o sujeito que “atua como promotor de negócios em favor de uma ou mais empresas, em determinadas praças”, sendo assim, o agente promove e realiza negócios em favor do agenciado, podendo inclusive intermediar negociações, fazendo jus a comissões. Tais comissões não podem ser consideradas salário pois a comissão se refere à participação nos lucros por porcentagem de contratos celebrados sob mediação do agente. Os casos mais comuns de contrato de agente são os agentes de seguros, de aplicações financeiras e de atividades artísticas.
Já o distribuidor é aquele que adquire com habitualidade os produtos fabricados por outra (o fabricante), com a obrigação de revendê-los em um determinado território. Na prática mercantil, essa atividade é chamada de venda indireta. A principal diferença entre o contrato de distribuição e o contrato de agência é que o distribuidor tem a coisa negociada à sua disposição.
Acrescenta-se que tanto no contrato de agência como no contrato de distribuição, não há relação de dependência entre o agente/distribuidor e o terceiro contratante, sendo assim, não resta configurada a subordinação jurídica necessária para a configuração do vínculo empregatício.
Os contratos de agência e de distribuição são regulados pelo Código Civil Brasileiros nos arts. 710 a 712.

### A empreitada
A empreitada, que se difere dos demais tipos de trabalho autônomo por ser uma atividade em que a prestação constante no contrato de trabalho, trata da atividade autônoma de um indivíduo ou de um resultado, enquanto na prestação de serviços o que se contrata é um serviço ou atividade profissional. Ou seja, ainda que as duas formas não apresentem o elemento da subordinação, a diferença entre estas recai sobre o objeto do contrato, e na empreitada o objeto é o resultado específico, trata da locatio operis. A empreitada, inclusive, não exige o elemento da pessoalidade, desse modo, não é incompatível que o prestador de serviços seja até mesmo pessoa jurídica, ou, sendo uma pessoa natural, não tenha esta caráter infungível no cumprimento do pacto.
O Código Civil regulamenta a empreitada em seu capítulo VIII, entre os arts. 610 a 626, determinando por exemplo os tipos de empreitada, as condições de determinação do valor da obra e do abatimento do valor quando não concluída ou entregue com defeitos, a responsabilidade do empreiteiro pela solidez da obra, os acréscimos de preço cabíveis, as possibilidades de suspensão da empreitada, entre outros.

#### Pequena empreitada
Ao trabalhador autônomo, por não ser empregado, se aplicam as normas do código civil, e não as normas trabalhistas. Logo, tradicionalmente as lides entre trabalhadores autônomos e respectivos tomadores de serviço não se submetiam à Justiça do Trabalho, o que não se aplica ao debate sobre a existência ou não da relação empregatícia, que é de fato da competência trabalhista.
Entretanto, já existia a previsão legal que estabelecia uma exceção ao critério processual em questão, que trata do pequeno empreiteiro. Fixado no art. 652 “a”, III da CLT,  em que dispõe que os dissídios resultantes de contratos de empreitadas, em que o empreiteiro seja operário ou artífice, o julgamento e conciliação compete às varas do trabalho. Sobre o tema Maurício Godinho Delgado entende que:
Trata a regra do art. 652, “a”, III da CLT, do empreiteiro pessoa física que, como profissional autônomo, executa, só e pessoalmente (ou, no máximo, com algum auxiliar), a empreitada, de valor econômico não elevado. Não se insere nessa excetiva hipótese legal o empreiteiro pessoa jurídica, ou aquele que, sendo pessoa física, leve a termo a obra mediante concurso de distintos auxiliares ou empregados — agindo como se empresário fosse. A intenção legal foi manifestamente protetiva, à luz de uma peculiar (embora recorrente) situação verificada com o trabalhador autônomo mais humilde. (DELGADO, 2005)
Apesar de haver divergência doutrinária acerca da exceção do referido artigo, a jurisprudência predominante entende que reconhecida a pequena empreitada, referente ao trabalhador empreiteiro, são atribuídos à Justiça Especializada os direitos inerentes ao contrato civil firmado, não se estendendo aos direitos e normas laborais.

### Pacto autônomo - risco contratual
Mauricio Godinho Delgado ainda define outra situação dentro do trabalho autônomo, que trata do risco da prestação em desenvolvimento, entendendo que esta é do próprio prestador, diferentemente da CLT, em que o risco recai sobre o empregador. Nessa situação o prestador assume os riscos da própria prestação, tratando de uma consequência, e por dessa maneira, um efeito do contrato de trabalho.

## Competência
No âmbito trabalhista, a competência ganhou importância a partir das alterações introduzidas pela Emenda Constitucional nº 45 ao art. 114 da Constituição Federal.  Antes do advento da referida emenda o art. 114 dispunha que:
Art. 114. Compete à Justiça do Trabalho conciliar e julgar os dissídios individuais e coletivos entre trabalhadores e empregadores, abrangidos os entes de direito público externo da administração pública direta e indireta dos Municípios, do Distrito Federal, dos Estados e da União, e, na forma da lei, outras controvérsias decorrentes da relação de trabalho, bem como os litígios que tenham origem no cumprimento de suas próprias sentenças, inclusive coletivas.
§ 1º - Frustrada a negociação coletiva, as partes poderão eleger árbitros.
§ 2º - Recusando-se qualquer das partes à negociação ou à arbitragem, é facultado aos respectivos sindicatos ajuizar dissídio coletivo, podendo a Justiça do Trabalho estabelecer normas e condições, respeitadas as disposições convencionais e legais mínimas de proteção ao trabalho.
A nova redação do artigo, conferida pela EC/45 ampliou substancialmente o teor dessa competência:
Art. 114. Compete à Justiça do Trabalho processar e julgar:
I – as ações oriundas da relação de trabalho, abrangidos os entes de direito público externo e da administração pública direta e indireta da União, dos Estados, do Distrito Federal e dos Municípios;
II - as ações que envolvam exercício do direito de greve;
III – as ações sobre representação sindical, entre sindicatos, entre sindicatos e trabalhadores, e entre sindicatos e empregadores;
IV – os mandados de segurança, habeas corpus e habeas data, quando o ato questionado envolver matéria sujeita à sua jurisdição;
V – os conflitos de competência entre órgãos com jurisdição trabalhista, ressalvado o disposto no art. 102, I, o;
VI – as ações de indenização por dano moral ou patrimonial, decorrentes da relação de trabalho;
VII – as ações relativas às penalidades administrativas impostas aos empregadores pelos órgãos de fiscalização das relações de trabalho;
VIII – a execução de ofício das contribuições sociais previstas no art. 195, I, a e II, e seus acréscimos legais, decorrentes das sentenças que proferir;
IX – outras controvérsias decorrentes da relação de trabalho, na forma da lei.
§ 1º Frustrada a negociação coletiva, as partes poderão eleger árbitros.
§ 2º Recusando-se qualquer das partes à negociação coletiva ou à arbitragem, é facultado às mesmas, de comum acordo, ajuizar dissídio coletivo de natureza econômica, podendo a Justiça do Trabalho decidir o conflito, respeitadas as disposições mínimas legais de proteção ao trabalho, bem como as convencionadas anteriormente.
§ 3º Em caso de greve em atividade essencial, com possibilidade de lesão do interesse público, o Ministério Público do Trabalho poderá ajuizar dissídio coletivo, competindo à Justiça do Trabalho decidir o conflito.
Nesse sentido, a Justiça do Trabalho tornou-se responsável por julgar não apenas casos que envolvam a relação de emprego clássica, entre empregado e empregador. Foi a ela também delegada a função de julgar as relações de trabalho (vide inciso I do art. 114 supramencionado), do qual a relação de emprego é espécie. Portanto, desde a ampliação conferida pela EC/45, o trabalhador autônomo pode recorrer à justiça especializada para solucionar eventual lide de suas relações trabalhistas.
No mesmo sentido, dispõe o art 652 da CLT:
Art. 652.  Compete às Varas do Trabalho: (Redação dada pela Lei nº 13.467, de 2017)
a) conciliar e julgar:
I - os dissídios em que se pretenda o reconhecimento da estabilidade de empregado;
II - os dissídios concernentes a remuneração, férias e indenizações por motivo de rescisão do contrato individual de trabalho;
III - os dissídios resultantes de contratos de empreitadas em que o empreiteiro seja operário ou artífice;
IV - os demais dissídios concernentes ao contrato individual de trabalho;
V - as ações entre trabalhadores portuários e os operadores portuários ou o Órgão Gestor de Mão-de-Obra - OGMO decorrentes da relação de trabalho;            
b) processar e julgar os inquéritos para apuração de falta grave;
c) julgar os embargos opostos às suas próprias decisões;
d) impor multas e demais penalidades relativas aos atos de sua competência; (Redação dada pelo Decreto-lei nº 6.353, de 20.3.1944)
e) (Suprimida pelo Decreto-lei nº 6.353, de 20.3.1944)
f) decidir quanto à homologação de acordo extrajudicial em matéria de competência da Justiça do Trabalho. (Incluído pela Lei nº 13.467, de 2017)
Parágrafo único - Terão preferência para julgamento os dissídios sobre pagamento de salário e aqueles que derivarem da falência do empregador, podendo o Presidente da Junta, a pedido do interessado, constituir processo em separado, sempre que a reclamação também versar sobre outros assuntos.      
Frise-se que esse dispositivo refere-se tão somente a competência da justiça especializada, não tratando, portanto, de questões relativas ao direito material do trabalho. No aspecto, merece evidência o inciso III, relativo aos contratos de empreitada. Na Justiça do Trabalho, ao trabalhador empreiteiro serão atribuídos os direitos tais quais foram firmados no contrato civil, sem eventual extensão ou majoração das normas laborais. O referido texto diz respeito a efeitos tão somente processuais relativos as relações trabalhistas.
Todavia, contexto diverso ocorre quando o contrato civil de empreitada é utilizado para mascarar uma relação de emprego clássica, ou seja, quando há uma simulação da relação estabelecida. Nesses casos, há um reconhecimento da referida relação de emprego, com todas suas implicações legislativas, com base nos artigos 2º e 3º da CLT.
Tem-se, então, no Brasil, um contexto de ampliação da competência da Justiça do Trabalho, como lastro de uma evolução histórica e social de proteção ao trabalhador, parte hipossuficiente das relações trabalhistas. A ideia de que a relação de trabalho ultrapassa os antigos limites do contexto empregado-empregador, tem sido cada vez mais difundida, para uma compreensão para além do vínculo empregatício clássico.
Nesse aspecto, importante destacar a discussão a respeito do tema que envolve a Súmula 363 do Supremo Tribunal de Justiça: "Compete à Justiça estadual processar e julgar a ação de cobrança ajuizada por profissional liberal contra cliente". Discute-se a constitucionalidades da referida súmula já que, conforme exposto, ela contraria o que se apregoou na Emenda Constitucional nº 45, com a ampliação da competência da Justiça do Trabalho para julgar relações de trabalho.
Fato é que a discussão, primordialmente, gira em torno do termo “relação de trabalho” trazida pela supracitada Emenda e que, por vezes, é interpretado pelos ministros do STJ como sinônimo de “relação de emprego”. Todavia, considerando o objetivo do legislador de criar uma Justiça Especializada na proteção do trabalho humano, a interpretação de forma ampliativa do termo “relação de trabalho”, parece o mais correto. Após o advento da EC 45/04, a Justiça do Trabalho deixou de ter como principal competência o exame dos litígios relacionados estritamente com o contratos de trabalho, para julgar as ações que disserem respeito ao trabalho da pessoa humana em geral.